# 鬼塚雅
鬼塚 雅（おにつか みやび、1998年10月12日 - ）は、日本のプロスノーボーダー。種目はスロープスタイル、ビッグエア。

## 来歴
熊本県熊本市出身。5歳のときに福岡市内の室内練習場ではじめてスノーボードを始める。
熊本市立清水小学校1年のときに初出場の国内大会で初優勝を果たす。2011年に熊本市立竜南中学校に入学。海外の大会を転戦するレベルまでに成長した。
2014年4月、ルーテル学院高等学校に入学。2015年、16歳3カ月でスノーボード世界選手権女子スロープスタイルに日本代表として初出場し、決勝2回目で92.50点を出して大会初優勝を飾った。
2015/16シーズン1月のスイスラークスのLAAX OPENに予選から出場し準決勝で3位になり、決勝でも3回目で3位に付けた。
2016年9月15日、早稲田大学スポーツ科学部の2017年度トップアスリート入試に合格したことが発表される。2017年3月、ルーテル学院高等学校を卒業。
2017年7月、福島県にあるスキー場、星野リゾート アルツ磐梯に幼少期から通っていたことをきっかけに、星野リゾートと所属契約を結ぶ。以降、アルツ磐梯にオーダーメイドのパーク「Miyabi Park」を造成するなどのサポートを受けている。
大学在学中の2018年に平昌オリンピックに出場、19位に沈んだ。2021年、早稲田大学スポーツ科学部を卒業した。
2022年、北京オリンピックの女子スノーボード・スロープスタイルとビッグエアに出場。2月5日に行われたスロープスタイル予選ではミスが響き15位に終わり上位12人が進める決勝には進めず、インタビューでは「今は何も考えられない」と言葉を絞り出して涙を流した。ビッグエアでは予選を通過し、2月15日に行われた決勝に進んだが11位に終わった。

## 戦歴
SS=スロープスタイル BA=ビッグエア
- 2010年 - VOLCOMピーナッツバターチャンピオンシップ 2位 SS[2]
- 2011年 - VOLCOMピーナッツバターチャンピオンシップ 1位 SS[2]
- 2012年 - Burton ヨーロピアンジュニアオープン 1位 SS[2]
- 2013年 - o'nell evolution 1位 BA[2]
- 2013年 - Burton ヨーロピアンジュニアオープン 3位 SS
- 2013年 - South America Rookie Fest 2013 1位 SS
- 2013年 - FIS South American Cup 1位 SS
- 2014年 - FIS 第20回全日本スキー選手権大会スノーボード スロープスタイル 1位 SS
- 2014年 - Burton ヨーロピアンオープン 2位 SS
- 2014年 - Burton High Fives 2位 SS
- 2015年 - スノーボード世界選手権 1位 SS[6][1][3]
- 2015年 - Winter Games NZ 1位 BA
- 2016年 - LAAX OPEN 3位 SS
- 2016年 - FIS W杯 メンヘングラッドバッハ大会 3位 BA
- 2017年 - スノーボード世界選手権 3位 SS
- 2018年 - 平昌オリンピック ビッグエアー 8位 入賞
- 2018年 - FISスノーボードワールドカップ 張家口大会 1位 SS[8]
- 2019年 - FISスノーボードワールドカップ クライシュベルク大会 3位 SS[8]
- 2019年 - Burton US Open  3位 SS[8]
- 2019年 - AIR+STYLE 北京 FISスノーボードワールドカップ  1位 BA[8]
- 2020年 - X Games Aspen 1位 BA[8]
- 2020年 - Burton US Open  3位 SS[8]
- 2021年 - X Games Aspen  2位 BA[8]
- 2021年 - FISスノーボード世界選手権  3位 BA[8]
- 2022年 - X Games Aspen  3位 BA
- 2023年 - スノーボード世界選手権 3位 SS
- 2023年 - スノーボード世界選手権 2位 BA

• 2024年- W杯準優勝

## 受賞
- 熊本県スポーツ優秀賞
- 東京運動記者クラブ・スキー分科会 スノーリート賞
- JOCスポーツ賞 新人賞
- テレビ朝日ビッグスポーツ賞 新人賞
- JAPAN ACTION SPORTS AWARDS 2015,2016

## メディア出演
- アスリートの輝石（BS日テレ）
- NEWS23（TBS）
- ウィークリースポーツトーク　マイチャレンジ（ニッポン放送、2015年11月21日）ゲストパーソナリティ
- Red Bull（CM）
- Get Over-鬼塚雅×星野リゾート-（YouTube、星野リゾート公式チャンネル）